# Victor Zubkov
Víktor Aleksêievitch Zubkóv (em russo:  Ви́ктор Алексе́евич Зубко́в; Sverdlovsk, 15 de setembro de 1941) é um político russo.

## Biografia
Foi primeiro-ministro da Rússia entre setembro de 2007 e maio de 2008, tendo sido nomeado pelo presidente Vladímir Pútin em 12 de setembro de 2007 e aprovado dois dias depois, sucedendo a Mikhail Fradkóv.
É licenciado pela universidade Agrícola de Leninegrado.